# Българи в Сърбия
Българите в Сърбия са 18 543 души според преброяване, проведено през 2011 г. Условно се делят на две общности: шопска (от района на Западните покрайнини и Поморавието) и банатска (в сръбски Банат, Войводина). Броят на определили се като българи в Сърбия през 2002 година е 20 497 души.

## Разположение

### В Централна Сърбия
Броят на самоосъзнаващите се за българи в Централна Сърбия е 18 839 души. Най-голям дял българско население живее в общините с българско мнозинство Босилеград и Цариброд - общо 12 873 българи. Част от населението в Източна Сърбия е с български произход, но поради целенасочената политика на сърбизиране вече е изгубило българското си самосъзнание.

### Във Войводина
Броят на българите в Автономна област Войводина е 1658 души. Българи по места (към 2002 г.):
- Иваново: 307 (27,14%);
- Бело блато: 128 (8,66%);
- Модош: 29 (0,97%).

## Демографски данни
| Година на преброяване на населението в Сърбия | 1948   | 1953   | 1961   | 1971   | 1981   | 1991   | 2002   | 2011   |
| --------------------------------------------- | ------ | ------ | ------ | ------ | ------ | ------ | ------ | ------ |
| Определящи българския като майчин език        | //     | 59 166 | //     | 49 942 | 35 269 | 25 408 | 16 459 | 13 337 |
| Самоопределящи се като българи                | 59 472 | 60 146 | 58 494 | 53 800 | 33 455 | 26 698 | 20 497 | 18 543 |

| Българите в Сърбия според възраст и пол | Българите в Сърбия според възраст и пол | Българите в Сърбия според възраст и пол | Българите в Сърбия според възраст и пол | Българите в Сърбия според възраст и пол |
| --------------------------------------- | --------------------------------------- | --------------------------------------- | --------------------------------------- | --------------------------------------- |
|                                         | мъже                                    |                                         |                                         | жени                                    |
| Общо:                                   | 10006                                   |                                         |                                         | 8537                                    |
| 85+                                     | 156                                     |                                         |                                         | 234                                     |
| 65–84                                   | 2657                                    |                                         |                                         | 2549                                    |
| 50–64                                   | 2658                                    |                                         |                                         | 2108                                    |
| 30–49                                   | 2650                                    |                                         |                                         | 1970                                    |
| 15–29                                   | 1143                                    |                                         |                                         | 965                                     |
| 0-15                                    | 742                                     |                                         |                                         | 711                                     |
| средна възраст                          | 50,35 г.                                |                                         |                                         | 51,48 г.                                |
| средно                                  |                                         |                                         |                                         |                                         |

## Култура
Дружества
Български дружества са: Българско културно дружество в североизточна Сърбия „Зорница“ – с. Велики Ясеновац (от 2004), Българско културно дружество „Трандафер“ - с. Бело блато (от 1999), Гражданско сдружение „Цариброд“ в Ниш, Демократичен съюз на българите „ДСБ“ - Босилеград (от 1990), Демократическа партия на българите „ДПБ“ - Цариброд (от 2007), Дружество за български език, литература и култура - Нови Сад (от 2001), Дружество на българите „Нашинец“ - Босилеград (от 2002), Културно-просветно дружество на банатските българи павликяни „Иваново 1868“ - с. Иваново (от 2001), Матица на българите в Сърбия - Босилеград (от 2003), Национален съвет на българското национално малцинство в Сърбия - Цариброд (от 2003), Партия на българите в Сърбия „ПБС“ - Цариброд (от 2007), Сдружение за сръбско-българско приятелство „Рила“ - Ниш (от 2004), Хелзинкски комитет за защита правата и свободите на българите в Югославия – Цариброд (от 1997), Хуманитарна организация „Солидарност“ – Цариброд (от 1996).
Печатни медии
Български печатни медии са: Вестник „Братство“ - Ниш, Списание „Бюлетин“ – Босилеград (от 1998).
Електронни медии
Български електронни медии са: Монитор – ТВ новини на български език по ТВ „АРТ“ – Ниш (от 2008), Радио Босилеград – Босилеград (от 1997), Радио Ниш с предаване на български език – Ниш, Радио „Цариброд“ към Центъра за култура на община Цариброд, Телевизия „Цариброд“ към Центъра за култура на община Цариброд.
Културни формации
Български културни формации са: Звонски културен център „Дерекул“ – с. Звонци (от 2004), Културно-информационен център на българското малцинство „Босилеград“ – Босилеград (от 1999), Културно-информационен център на българското малцинство „Цариброд“ – Цариброд (от 1998), Народна библиотека „Детко Петров“ – Цариброд, Народна библиотека „Христо Ботев“ – Босилеград.
Училища
Български училища са: Българско неделно училище – с. Бело Блато (от 2000), Гимназия общ тип – Босилеград, Гимназия „Св. св. Кирил и Методий“ - Цариброд, Основно училище „Моша Пияде“, с курс по български език - с. Иваново (от 2005), Основно училище „Братство“ - с. Звонци, Основно училище „Георги Димитров“ - Босилеград, Основно училище „Свети Сава“ - с. Божица, Основно училище „Христо Ботев“ – Цариброд.